# علامة آرون
علامة آرون هو ألم منقول يُحس في المنطقة فوق المعدية عند الضَغط المُستمر على نقطة مكبرني، وتُشير هذه العلامة إلى حدوث التهاب الزائدة الدودية.
تمت تسمية هذه العلامة نسبةً إلى طبيب الجهاز الهضمي الأمريكي تشارلز ديتي آرون.